# Salins (Seine-et-Marne)
Salins is een gemeente in het Franse departement Seine-et-Marne (regio Île-de-France) en telt 916 inwoners (1999). De plaats maakt deel uit van het arrondissement Provins.

## Geografie
De oppervlakte van Salins bedraagt 10,5 km², de bevolkingsdichtheid is 87,2 inwoners per km².
De onderstaande kaart toont de ligging van Salins (Seine-et-Marne) met de belangrijkste infrastructuur en aangrenzende gemeenten.

## Demografie
Onderstaande figuur toont het verloop van het inwonertal (bron: INSEE-tellingen).